# St. Lambertus (Amelgering)

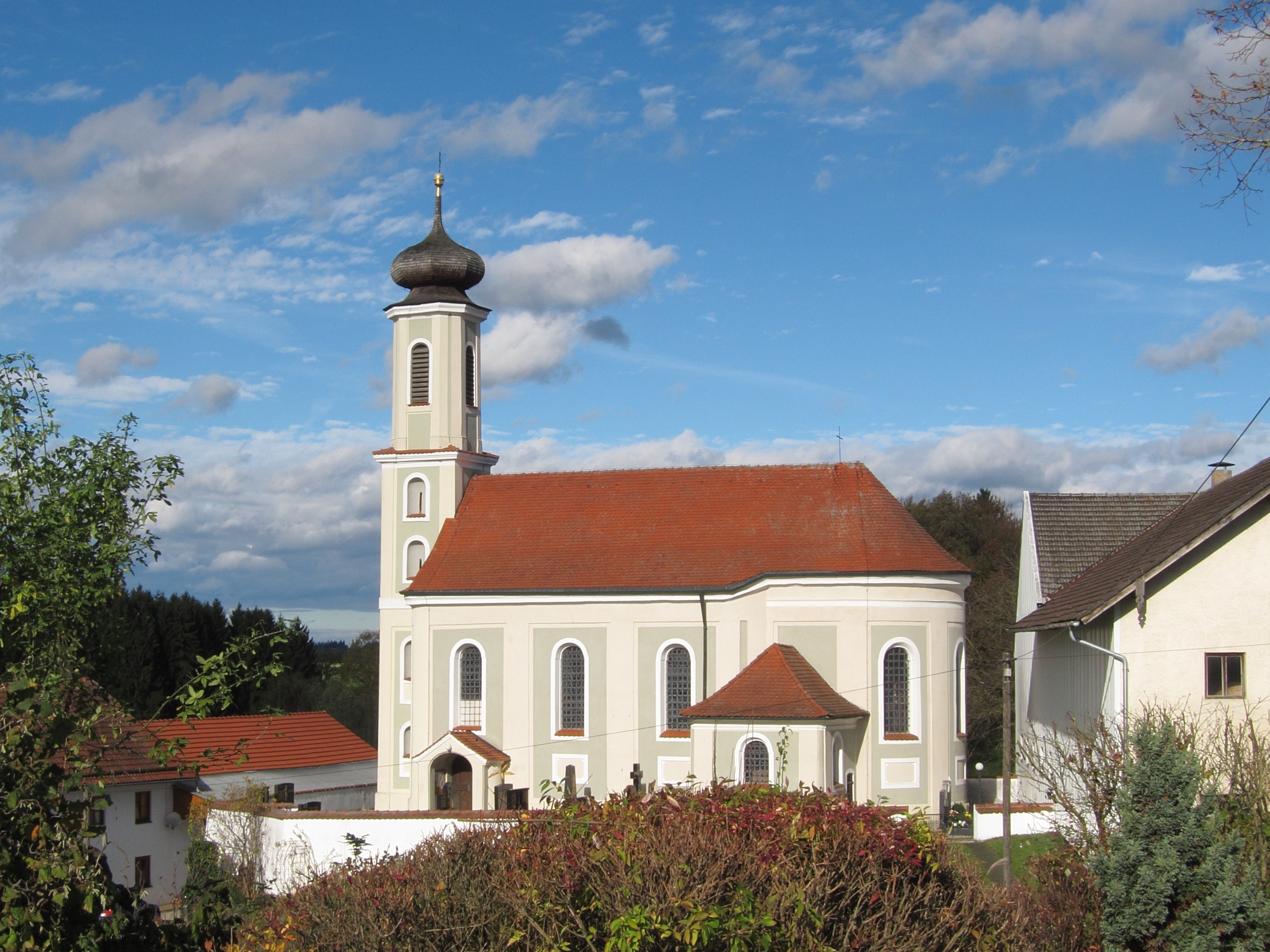
St. Lambertus (2013)

Die Filialkirche St. Lambertus ist eine römisch-katholische Kirche im Ort Amelgering in der Gemeinde Hohenpolding im oberbayerischen Landkreis Erding.

## Architektur
Der einheitliche Saalbau wurde von 1756 bis 1757 mit dem Baumeister Johann Baptist Lethner aus Erding erbaut und 1764 geweiht. Der gering eingezogene Chor schließt an ein abgerundetes Langhaus an. Der Westturm zeigt die für Lethner typischen Rundbogennischen mit Lichtschlitzen. Die Fassade ist mit Lisenen gegliedert. Die zahlreichen Bildfelder in der Kirche zeigen volkstümliche Malerei des Malers Franz Joseph Aiglsdorfer (1757) aus Wartenburg mit Szenen aus dem Leben des Lambertus und der beiden römischen Märtyrer Johannes und Paulus.

## Ausstattung
Der Hochaltar um 1660/1670 trägt Skulpturen der Heiligen Lambertus, Johannes und Paulus. Johannes und Paulus schuf der Bildhauer Christian Jorhan der Ältere (1765). Die Seitenaltäre um 1720 mit Figuren aus der Bauzeit tragen am nördlichen Seitenaltar Regina mit Agnes und am südlichen Seitenaltar Rupertus mit Medardus und Lambertus. Der südliche Seitenaltar trägt auch eine Muttergottesfigur von Jorhan um 1760.